# 尹湾汉墓
尹湾汉墓，位于江苏省连云港市东海县温泉镇，是中华人民共和国全国重点文物保护单位之一。
2002年10月22日，公布为江苏省文物保护单位，2013年5月公布为全国重点文物保护单位，是一座古墓葬。发现有尹湾汉墓简牍。